# Taksar (Bhojpur)
Taksar (nep. टक्सार) – gaun wikas samiti we wschodniej części Nepalu w strefie Kośi w dystrykcie Bhojpur. Według nepalskiego spisu powszechnego z 2001 roku liczył on 880 gospodarstw domowych i 4264 mieszkańców (2261 kobiet i 2003 mężczyzn).